# The Uncanny X-Men and The New Teen Titans
The Uncanny X-Men and The New Teen Titans es un libro de historietas crossover publicado por DC Comics y Marvel Comics, que cuenta con dos equipos de superhéroes, los  Jóvenes Titanes de DC Comics y los X-Men de Marvel.

## Historia de la Publicación
En 1982, Uncanny X-Men y The New Teen Titans compartían muchas similitudes. Además de una gran popularidad y ventas, sus cómics estuvieron a cargo de los respetados escritores, Chris Claremont (X-Men) y Marv Wolfman (Teen Titans). El cómic presenta el desarrollo del carácter y un núcleo de jóvenes novatos que luchan con sus angustias y problemas, todo envuelto en un contexto de superhéroes.
Dado el éxito de venta de cada título, Marvel y DC reconoció el gran potencial de ventas de un libro publicado conjuntamente. Si bien la cuestión creativa era dirigida desde la perspectiva de Marvel, el producto final hace justicia a los personajes de ambas compañías.  El escritor de X-Men Chris Claremont creó el guion del cómic, y se aseguró de manejar a los Titanes tan fielmente como lo hizo con el equipo de mutantes. La representación de Claremont de los dos grupos fue

la interacción sale bastante bien, sobre todo el coqueteo entre Kitty Pryde de los X-Men hacia el Titan Changeling.
Chris Claremont

Walt Simonson y Terry Austin proporcionan el arte dinámico, con éxito en la captura de la apariencia de ambos equipos. El rotulista fue Tom Orzechowski y el editor Louise Jones. Len Wein de Los Jóvenes Titanes actuó como enlace de DC con Marvel en el proyecto.

## Argumento
En busca de captar el poder casi ilimitado, el malvado tirano Darkseid continúa sus esfuerzos para romper la pared que separa los distintos mundos. El piensa que la energía asociada con la Fuerza Fénix le puede ayudar a penetrar en los misterios de la Ecuación de Anti-vida, Darkseid pone en marcha un plan para volver a crear al Fenix Oscuro, recurriendo a los recuerdos de sus excompañeros, los X-Men, así como la elaboración de los residuos de su poder. Los dos equipos de superhéroes son alertadós sobre los peligros por la Titan Starfire.
A pesar de sus esfuerzos, cada equipo es derrotado y capturado por Deathstroke y las tropas de choque de Darkseid. Darkseid trae a Fénix Oscuro a la vida. Ambos super equipos trabajar juntos, liberándose a sí mismos y tomando a Darkseid, Fenix Oscuro, y Deathstroke en una batalla cataclismica. Son el Profesor X y Cíclope quienes convencen a lo que queda de la conciencia humana de Jean Grey que ella está siendo manipulada, finalmente y una vez más, Jean Grey se sacrifica, esta vez para hacer frente a Darkseid.

## Respuesta de la crítica
The Slings and Arrows Comic Guide escribió que " La valentía de Claremont desafía la tradición llenando una cesta desequilibrada de estrellas invitadas, y los lápices de Walt Simonson contribullen a la mejor, co-producción Marvel/DC".

## Secuela no realizada
A pesar del éxito del proyecto, The Uncanny X-Men y The New Teen Titans representaba el último cruce DC-Marvel por más de una década. Una planificada "The Uncanny X-Men and The New Teen Titans" # 2, por el equipo creativo de los Titanes Marv Wolfman y George Pérez, estaba programada para su publicación en la Navidad de 1983. Finalmente las continuas cancelaciones de los futuros crossover de Marvel/DC provocaron que artistas y escritores reusaran realizar otro número de The Uncanny X-Men y The New Teen Titans.